# Tierra y Libertad, Oaxaca
Tierra y Libertad är en ort i Mexiko.   Den ligger i kommunen San Andrés Zautla och delstaten Oaxaca, i den sydöstra delen av landet, 300 km sydost om huvudstaden Mexico City. Tierra y Libertad ligger 1 652 meter över havet och antalet invånare är 544.
Terrängen runt Tierra y Libertad är kuperad åt nordväst, men åt sydost är den platt. Runt Tierra y Libertad är det mycket tätbefolkat, med 2 431 invånare per kvadratkilometer. Närmaste större samhälle är Oaxaca de Juárez, 19,9 km sydost om Tierra y Libertad. Omgivningarna runt Tierra y Libertad är en mosaik av jordbruksmark och naturlig växtlighet.